# Chwojewo
Chwojewo (biał. Хвоева; ros. Хвоево) – wieś na Białorusi, w obwodzie mińskim, w rejonie nieświeskim, w sielsowiecie Snów.
W miejscowości znajduje się przystanek kolejowy Chwojewo, położony na linii Moskwa-Mińsk-Brześć.

## Historia
W dwudziestoleciu międzywojennym leżało w Polsce, w województwie nowogródzkim, w powiecie nieświeskim, w gminie Snów. W 1921 miejscowość liczyła 681 mieszkańców, zamieszkałych w 112 budynkach, w tym 404 Polaków, 276 Białorusinów i 1 osobę innej narodowości. 625 mieszkańców było wyznania prawosławnego i 56 rzymskokatolickiego.
Po II wojnie światowej w granicach Związku Sowieckiego. Od 1991 w niepodległej Białorusi.

## Ludzie związani z miejscowością
- Romuald Klim – mistrz olimpijski z Tokio 1964 i wicemistrz olimpijski z Meksyku 1968 w rzucie młotem; urodzony w Chwojewie